# 勒布佩尔
勒布佩尔（法語：Le Boupère，法語發音：[lə bupɛʁ]）是法国卢瓦尔河地区大区旺代省的一个市镇，属于丰特奈勒孔特区。

## 地理
勒布佩尔（46°47'41"N, 0°55'35"W）面积43.48 平方千米，位于法国卢瓦尔河地区大区旺代省，该省份为法国西部沿海省份，北起大西洋卢瓦尔省和曼恩-卢瓦尔省，西临大西洋，南至滨海夏朗德省，东部及东南部与德塞夫勒省接壤。
与勒布佩尔接壤的市镇（或旧市镇、城区）包括：塞夫勒蒙、拉梅耶赖蒂耶、蒙西雷涅、穆尚、普佐日、罗什特勒茹、圣保罗昂帕雷、圣普鲁昂。

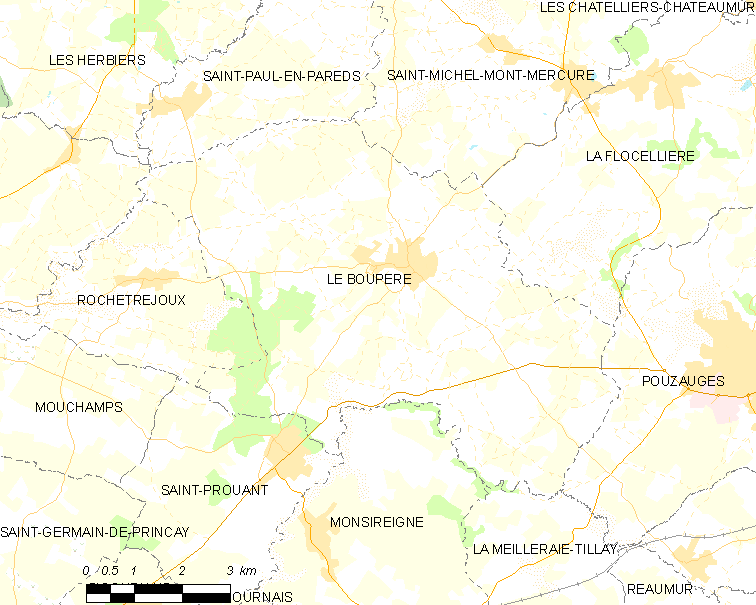
勒布佩尔的OSM定位图

勒布佩尔的时区为UTC+01:00、UTC+02:00（夏令时）。

## 行政
勒布佩尔的邮政编码为85510，INSEE市镇编码为85031。

## 政治
勒布佩尔所属的省级选区为尚托奈县。

## 人口

1962-2008年间勒布佩尔人口变化图示

勒布佩尔于2022年1月1日时的人口数量为3170人。